# 泰塔溫

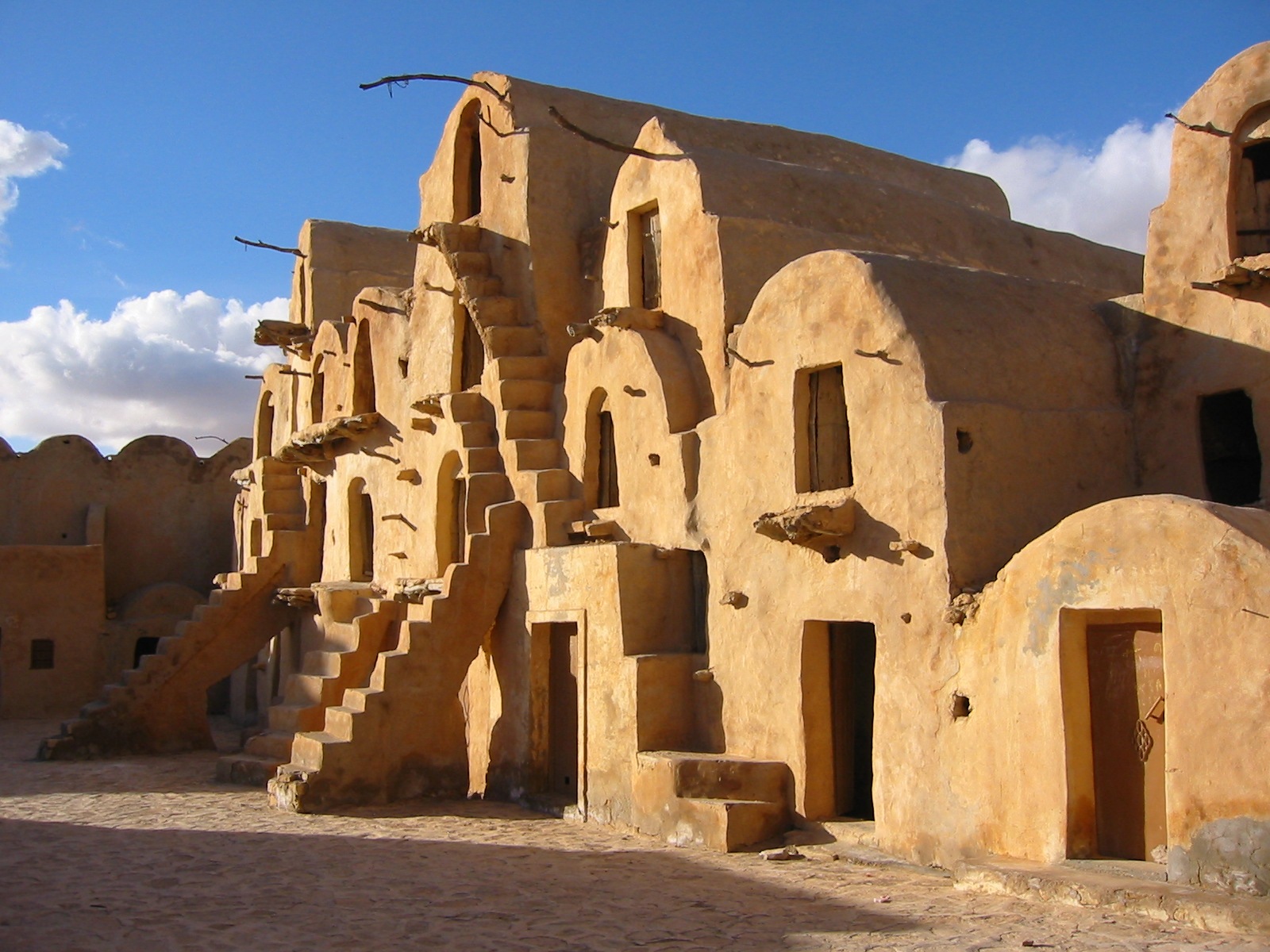
泰塔溫

泰塔溫是突尼西亞的城鎮，也是泰塔溫省的首府，位於該國中南部，距離首都突尼斯525公里，主要經濟活動是旅遊業，2004年人口129,346，其中六成居民是柏柏人。

## 泰塔溫隕石
在1931年6月27日，一顆不尋常的無球粒隕石撞擊在泰塔溫。這顆隕石主要由輝石和礦物組成，外觀呈現綠色，類型是罕見的古銅無球隕石。這種隕石被認為是來自灶神星的火成岩沉積的樣品。

## 电影拍摄
乔治·卢卡斯导演的电影星球大战曾在此地拍摄，并且用泰塔温的名字命名了电影中的虚构行星塔图因。

## 外部連結
- Pictures and photos of Tunisia, including Tataouine
- The Real Star Wars? - Associated Press article, videos and photo gallery about Matmata by Andy Carvin
- QuickTime VR image of Ksar Ouled Soltane, also photographed by Andy Carvin